# Wincenty Kirchmajer
Wincenty Marcin Kirchmayer (Kirchmajer) (ur. 12 listopada 1820 w Krakowie, zm. 28 lipca 1893 tamże) – jednego z najbogatszych kupców i bankierów krakowskich, działacz społeczny i polityczny, prezes Izby Handlowej w Krakowie, poseł na Sejm Krajowy Galicji i do austriackiej Rady Państwa.

## Życiorys
Ukończył liceum św. Barbary w Krakowie (1834). Edukację uzupełniał w Paryżu. W latach 1837–1842 odbył praktykę w firmach handlowych i bankach w Paryżu, Londynie, Hamburgu, Lipsku, Berlinie, Wiedniu i w Warszawie. Po powrocie do kraju pracował w domu handlowo-bankowym ojca "F. J. Kirchmayer i Syn" (mieszczącą się w Krakowie, przy Rynku Głównym 44), którą po śmierci ojca w 1857 przejął wraz z nabytym w 1829 majątkami ziemskimi w Pleszowie i Swoszowicach. Miał wielkie umiejętności jak również odpowiednie wykształcenie do prowadzenia działalności gospodarczej. W r. 1856 uczestniczył wraz z Leonem Sapiehą w konsorcjum budowy Kolei Karola Ludwika (Kraków-Lwów), a jego bank przyjmował wpłaty na akcje. Zajmował się sprowadzaniem narzędzi rolniczych z Francji, Anglii i Stanów Zjednoczonych AP. Handlował na wielką skalę bydłem, W 1860 był współtwórcą, a potem członkiem Rady Nadzorczej Towarzystwa Wzajemnych Ubezpieczeń.W swym majątku w Pleszowie produkował olej do lamp zwany salonowym. Prowadził także od 1865 skład komisowy produktów młyna w Podgórzu. Jak napisał Wiesław Bieńkowski Dzięki obrotności i stosunkom towarzyskim wśród elity ziemiaństwa szybko począł odgrywać poważną rolę w życiu gospodarczym Krakowa i Galicji. Bardzo towarzyski, «wysoki, barczysty, z twarzą mocno zarośniętą faworytami, z monoklem w oku», był popularną postacią Krakowa owych czasów. Przebywał staje w otoczeniu bogatych przyjaciół (Adam Potocki, Leon i Adam Skorupkowie) i często odbywał z nimi podróże po Europie. W latach 1858–1873 prezes Izby Przemysłowo-Handlowej w Krakowie. Należał również do Rady Zawiadowczej Kolei Karola Ludwika, rad nadzorczych: Banku Krajowego Galicyjskiego we Lwowie oraz Banku Związkowego w Wiedniu (Vercinsbank), Towarzystwa Gospodarczo-Rolniczego w Krakowie, Rady Ogólnej Towarzystwa Dobroczynności w Krakowie. W l. 1861-1867 był kuratorem Kasy Wspólnej Pomocy krakowskich drukarzy. 
Od czasów Wiosny Ludów związany z konserwatystami, od 1848 z „Czasem”, gdzie był członkiem kolegium redakcyjnego i kierownikiem działu ekonomicznego gazety. W latach 1855–1870 był jedynym właścicielem pisma. Przejmując "Czas" na własność, pozostawił redakcji dziennika pełną swobodę oraz okazywał daleko idącą tolerancję wobec głoszonych przez „Czas” opinii i poglądów, nawet gdy szło o ocenę czynności własnego domu bankowego. W tym czasie „Czas” powiększył znacznie swą objętość i upodobnił swój układ do czołowych dzienników zachodnioeuropejskich. W l. 1856-1860 wydawał także magazyn naukowo-literacki „Czas – Dodatek Miesięczny”. Jako właściciel „Czasu” pokrywał niedobory finansowe pisma dochodami w własnej drukarni. Wspierał materialnie wydawnictwo „Biblioteki Polskiej” Kazimierza Józefa Turowskiego oraz popierał program zmierzający do spolszczenia administracji i szkolnictwa w Galicji. Podczas powstania styczniowego popierał białych. Zaangażował się osobiście w powołaniu do życia dyktatury  Mariana Langiewicza i w sprawie odrzucenia carskiej amnestii. Bank jego kredytował różne operacje związane z organizacją oddziałów galicyjskich i sprowadzaniem broni. W tym okresie „Czas” wspierał działania Rządu Narodowego. Po ogłoszeniu stanu oblężenia w Galicji wycofał się ze stosunków z konspiracją. Kolekcjoner dzieł sztuki, od 1858 członek dyrekcji Towarzystwa Przyjaciół Sztuk Pięknych. 
W latach 1861–1863 oraz 1866–1870 zasiadał w Radzie Miasta Krakowa, z jego inicjatywy powstała w 1862 r. targowica miejska w Krakowie. Z nominacji namiestnika Agenora Goluchowskiego był w 1859 jego mężem zaufania w komisji opracowującej zasady nowej ustawy gminnej. W latach 1861–1866 był posłem do Sejmu Krajowego I kadencji, wybranym w kurii II, z Krakowskiej Izby Handlowej i Przemyslowej. Był również posłem do austriackiej Rady Państwa I kadencji (11 maja 1861 - 20 września 1865) wybranym przez Sejm w kurii II. W parlamencie austriackim był członkiem frakcji posłów konserwatywnych Koła Polskiego. 
W 1866 założył w Wiedniu wraz z bankierem austriackim Samuelem Simundtem spółkę zajmującą się skupowaniem dóbr rządowych w Czechach i Galicji. Po jej upadku poniósł ogromne straty finansowe; z powodu długów miał proces sądowy w 1875, został skazany na karę pozbawienia wolności. Do najważniejszych wierzycieli (tzw. wielka piątka) należeli: Adam Potocki, Paweł Popiel, Stanisław Małachowski, Franciszek MycieIski i Mieczysław Rey. Kirchmayera oskarżono o niewypłacalność i nadużycie na sumę ponad 900 tys. złr. W dniach od 16 marca do 3 kwietnia 1875 r. odbył się w Krakowie głośny proces, w którym zapadł wyrok skazujący go na 2 lata ciężkiego więzienia. Obrońca oskarżonego, znany adwokat Faustyn Jakubowski, zdołał jednak doprowadzić do zmiany kwalifikacji czynu i decyzją Sądu Najwyższego z 15 grudnia 1875 r. pierwotny wyrok zamieniono na 6 miesięcy aresztu. „Krach Kirchmayera” odbił się szerokim echem nie tylko w Galicji, ale także w całej monarchii austriackiej. Omawiany był przez dziennikarzy i publicystów, zajmowali się nim satyrycy i literaci. Opinia publiczna była Kirchmayerowi zdecydowanie nieprzychylna.  
Po bankructwie wycofał się z życia politycznego, zamieszkał u siostry w Dębnikach, gdzie zmarł na wylew krwi do mózgu. Pochowany został w rodzinnym grobowcu na cmentarzu w Pleszowie.

## Rodzina
Pochodził z rodziny, która przybyła z Niemiec i w drugiej połowie XVIII w. osiadła w Krakowie. Najstarszy syn Wincentego Antoniego Kirchmayera i Franciszki Józefy z Bartlów. Jego siostra Euzebia Franciszka Marianna (1834-1909) wyszła za właściciela pałacu i dóbr Dębniki - Adama Łosia (1824-1892), ich synem był m.in. powieściopisarz Wincenty Łoś. Jego bratem ciotecznym (syn jego wuja Jana Kantego) był poseł na Sejm Krajowy Galicji i do austriackiej Rady Państwa Julian Kirchmayer.